# Hyron Spinrad
Hyron Spinrad (Nova Iorque, 17 de fevereiro de 1934 – Walnut Creek, Califórnia, 7 de dezembro de 2015) foi um astrônomo estadunidense. Suas pesquisas abrangeram desde o estudo de atmosferas planetárias à evolução de galáxias. De 2010 até sua morte em 2015 foi professor emérito de astronomia da Universidade da Califórnia em Berkeley.

## Biografia
Spinrad nasceu em Nova Iorque em 1934. Após sua família mudar para a Califórnia, recebeu um Bachelor of Arts em astronomia na Universidade da Califórnia em Berkeley. Após a graduação foi para o Exército dos Estados Unidos, começando a trabalhar na Agência Nacional de Informação Geoespacial. Após dois anos no exército candidatou-se e foi aceito no programa de pós-graduação em Berkeley em 1957. Obteve um Ph.D. em 1961, com uma tese sobre população estelar em núcleos galácticos. Assumiu então um posto de pesquisador científico no Jet Propulsion Laboratory, onde realizou estudos sobre espectroscopia de planetas do sistema solar e outros corpos menores. Em 1964 foi convidado para retornar para Berkeley como professor, e em 1968 recebeu tenure. Morreu em 7 de dezembro de 2015.

## Pesquisa
Spinrad realizou pesquisas em diversas áreas da astronomia, incluindo composição estelar, formação e evolução de galáxias, e composição atmosférica de planetas do sistema solar e cometas. Estes diversos tópicos foram unificados com base em suas medidas de linhas espectrais.

### Formação e evolução de galáxias
A fim de estudar a formação de galáxias Spinrad observou galáxias distantes. Quanto mais distante o objeto mais tempo demora para sua luz atingir o planeta Terra, consequência de ser finita a velocidade da luz. Em geral isto permite que os astrônomos estudem objetos da forma como eram a muitos milhões ou mesmo bilhões de anos. Spinrad originalmente selecionou seus objetos de estudo consultando a posição de membros do Third Cambridge Catalogue of Radio Sources, pois o catálogo continha diversas radiogaláxias que ele supunha apresentar grande desvio para o vermelho. A procura foi bem sucedida, e Spinrad localizou a galáxia com o maior identificado desvio para o vermelho em 1975, encontrando depois diversas outras com grande desvio, incluindo a primeira identificação de uma galáxia com um desvio maior que z = 1. Estas descobertas ajudaram a mostrar como as galáxias evoluíram ao longo da história do universo.

## Honrarias
- Asteroide 3207 Spinrad, descoberto em 1981, foi denominado em memória de Hyron Spinrad[9]
- Prêmio Dannie Heineman de Astrofísica de 1986 por trabalho de destaque em astrofísica[10]
- Membro da Academia Nacional de Ciências dos Estados Unidos